# Cephalochetus elegans
Espèce
Synonymes
Calliderma elegans (Kraatz, 1859)
Cephalochetus elegans est une espèce de coléoptères de la famille des Staphylinidae, de la sous-famille des Paederinae, de la tribu des Lathrobiini et de la sous-tribu des Echiasterina. Elle est trouvée à Sri Lanka.